# Famille Bigot (Berry)
Pour les articles homonymes, voir Bigot et Bigot de Morogues.
La famille Bigot est une famille subsistante de la noblesse française, originaire du Berry. Elle a donné deux branches subsistantes : Bigot de La Touanne et Bigot de Morogues.
Elle compte parmi ses membres un lieutenant général des armées navales, un pair de France, une compositrice et pianiste.

## Histoire
Selon Gustave Chaix d'Est-Ange, cette famille est composée de trois branches dont voici les auteurs :  À la branche aînée appartient noble homme Nicolas Bigot qui fut échevin de Bourges en 1518, 1519 et 1520, fonctions anoblissantes. En 1526 il fut lieutenant général au bailliage du Berry. À la seconde, Pierre Bigot, conseiller procureur du roi au bailliage de Berry et siège présidial de Bourges. À la troisième, Étienne Bigot, secrétaire du roi et échevin de Bourges en 1559.
Arnaud Clement écrit que le principe de noblesse de cette famille est issu de l'échevinage de Bourges en 1487 et de 1518 à 1520. Anobli par charge de secrétaire du roi en 1588, maintenue noble le 10 janvier 1699.
En 1770,  Pauline Bigot de Morogues, fille du lieutenant général des armées navales Sébastien-François, épouse Éléonor Jacques Marie Stanislas de Perier de Salvert (1748-1783), officier de marine français, chevalier de l'ordre royal et militaire de Saint-Louis, membre de l'Académie de Marine et franc-maçon,,.
Cette famille est membre de l'ANF depuis 1938 pour la branche de La Touanne et depuis 2000 pour celle de Morogues.

## Personnalités
- Sébastien-François Bigot de Morogues (1706-1781), lieutenant général des armées navales, premier directeur de l'Académie de marine (1752)
- Pierre Bigot de Morogues (1776-1840), minéralogiste, agronome, pair de France (1835)
- Marie Bigot de Morogues (née Marie Kiéné) (1786-1820), compositrice et pianiste française

## Portraits

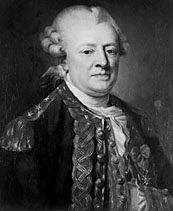
Sébastien-François Bigot de Morogues
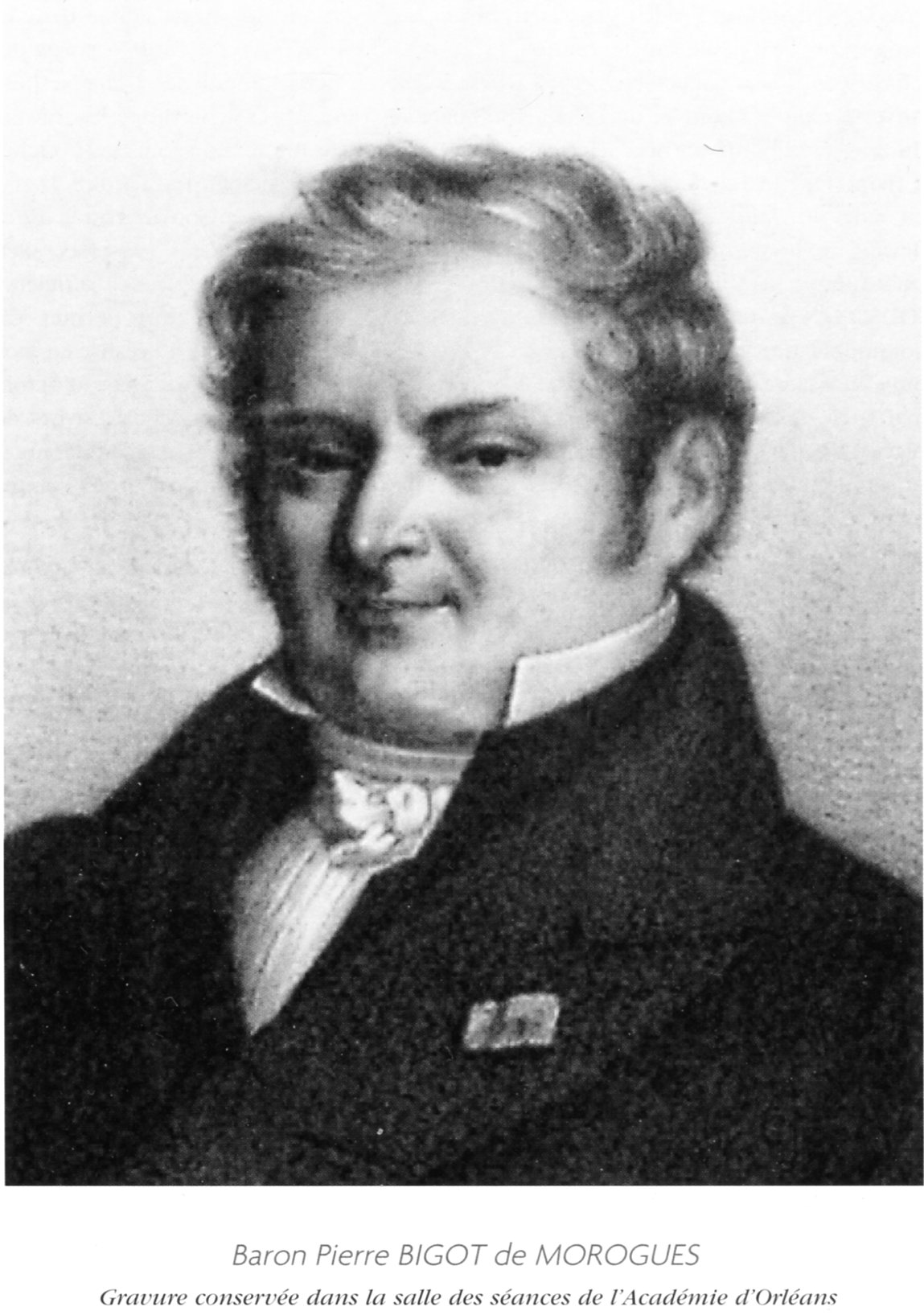
Pierre Bigot de Morogues
Marie Bigot de Morogues (née Marie Kiéné)

## Alliances
Les principales alliances de la famille Bigot sont : Bodineau de Meslay (1743), de Perier de Salvert (1770), Kiéné (1804), Goullet de Rugy (1861), d'Aboville (1875), Noël du Payrat (1899), Sépulchre de Condé (1928), Balsan (1965), de Laage de Meux, Vidor.

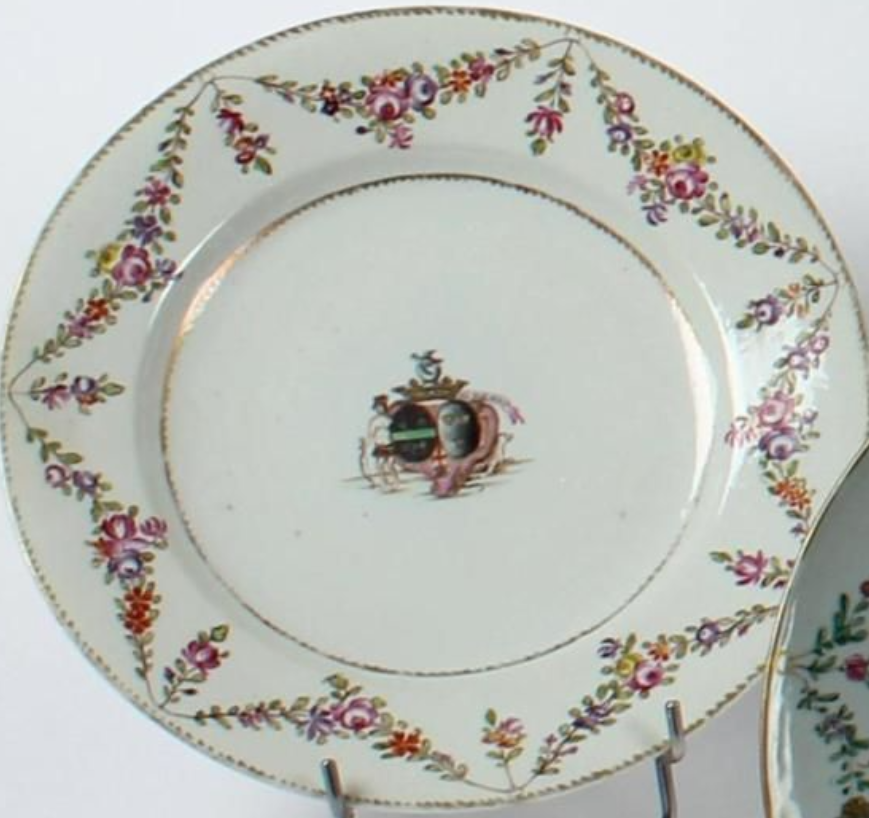
Assiette d'alliance de Éléonor Jacques Marie Stanislas de Perier de Salvert (1748-1783) et Louise Marie Madeleine Symphorose Bigot de Morogues, 1770.

## Armes
La famille Bigot de Morogues porte ; De sable à trois têtes de léopard d'or, lampassées de gueules.

## Postérité
En Bretagne, trois rues portent le nom de Sébastien-François Bigot de Morogues.

## Pour approfondir